# Plenario de Trabajadoras
El Plenario de Trabajadoras (PdT) es una organización socialista y feminista argentina, fundada en 1998 y vinculada al Partido Obrero. Su propósito principal es articular las luchas de mujeres trabajadoras y jóvenes en la búsqueda de la emancipación frente a las estructuras opresivas del sistema capitalista y patriarcal.

## Historia

### Antecedentes
Desde 1983 hasta mediados de la década de 1990, el vínculo entre el Partido Obrero (PO) y el movimiento de mujeres en Argentina ha evolucionado a lo largo del tiempo. Inicialmente, el PO incorporó demandas como el derecho al divorcio, la patria potestad compartida y el aborto en su plataforma electoral, pero sin un análisis profundo sobre la opresión específica de las mujeres. Las acciones del partido sobre esta cuestión, eran esporádicas y se limitaban a un marco general de "libertades democráticas". A partir de 1993, el debate sobre la "cuestión de la mujer" se intensificó gracias a la militante de base Lucía Ferreira, quien visibilizó y puso en discusión la necesidad de participación del partido en los Encuentros Nacionales de Mujeres (ENM), por medio de correspondencias publicadas en varias publicaciones en la Prensa Obrera. Aunque el PO reconoció la doble opresión de las mujeres como trabajadoras y amas de casa, su enfoque permaneció vinculado a la lucha de clases, minimizando la especificidad de la opresión de género y desestimando el feminismo como "burgués".
En los ENM, el partido adoptó una postura crítica hacia los métodos de deliberación y las reivindicaciones feministas, priorizando un programa socialista. Esto reflejaba tensiones internas entre integrar demandas de género y mantener una visión de lucha centrada exclusivamente en la clase trabajadora. Aunque comenzaron a rescatar aportes del marxismo clásico sobre la opresión femenina, las demandas específicas de las mujeres eran secundarizadas frente a las prioridades del movimiento obrero. Las propuestas de igualdad de género avanzaron gradualmente, pero el PO mantuvo resistencia hacia medidas como la Ley de Cupo Femenino y hacia la incorporación de una perspectiva de género dentro de su estructura. A pesar de ello, el debate interno permitió cierta evolución, con avances en la participación de mujeres y la visibilidad de temas como el aborto y los derechos sexuales.

### Origen y trayectoria

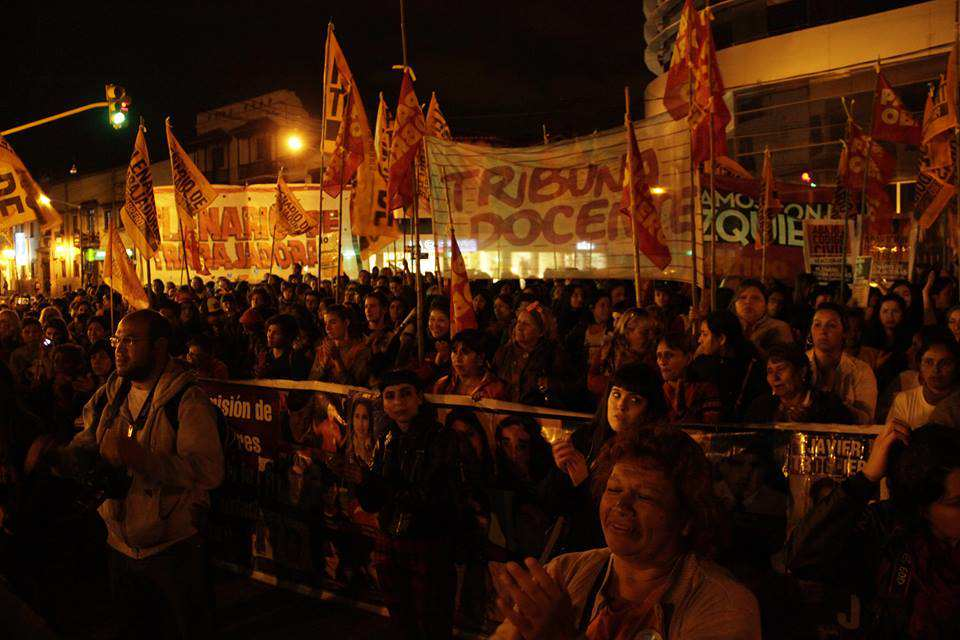
Militantes del Plenario llevado a cabo el 2014 en la provincia de Salta

A partir de 1997, el Partido Obrero (PO) inició un cambio significativo en su relación con la participación de las mujeres en la política. Ese año marcó un punto de inflexión con la creación de comisiones de esposas e hijos/as en apoyo a conflictos laborales emblemáticos, como los de Transporte del Oeste y la Editorial Atlántida. Estas iniciativas retomaron tradiciones del movimiento obrero, pero con un enfoque novedoso: el protagonismo femenino como motor de politización y empoderamiento. Aunque estas mujeres inicialmente se involucraron desde roles tradicionales (madres, cuidadoras), su participación transformó su percepción y posición política. Actividades como la participación en el Encuentro Nacional de Mujeres (ENM) en San Juan y la organización de ollas populares evidenciaron cómo la transición de lo privado a lo público abría espacios de lucha y organización.

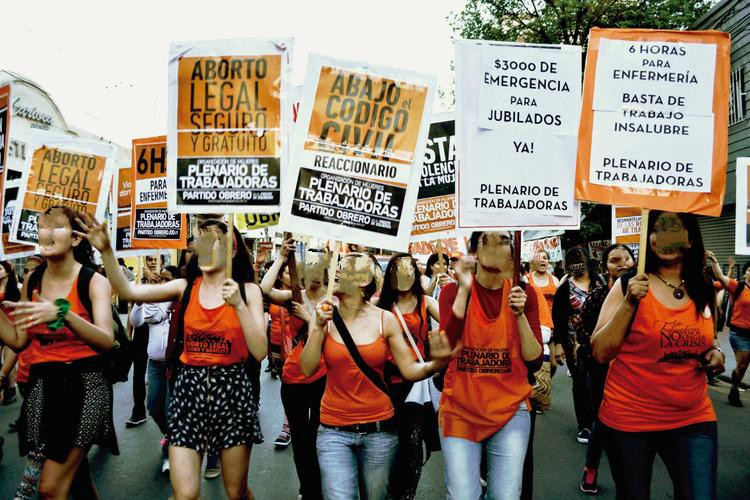
Manifestación del Plenario de Trabajadoras con pancartas con distintas consignas como "Aborto legal, seguro y gratuito" y "6 horas para enfermería", hacia el año 2015.

En paralelo, el PO comenzó a criticar la naturalización de roles de género, buscando un enfoque más inclusivo que promoviera demandas como guarderías y anticonceptivos como derechos compartidos entre hombres y mujeres. Esto reflejó un cambio en su programa, que progresivamente incorporó al feminismo como una herramienta política pero delimitada de su carácter burgués, aunque enfrentó resistencias internas por su supuesto acercamiento a estas ideas. A partir de una resolución del Congreso Nacional del Partido Obrero en 1997, impulsada por Ileana Celotto, referente de la AGD-UBA, se decidió organizar un acto para conmemorar el Día Internacional de la Mujer. La iniciativa tomó forma el 6 de febrero de 1998, cuando llevó a cabo el primer plenario autoconvocado que reunió a unas 100 mujeres trabajadoras en el Sindicato de Molineros. Liderado por referentes como Nora Biaggio, el encuentro concluyó con la decisión de realizar el primer acto público, celebrado bajo una intensa lluvia en la Plaza Congreso el 6 de marzo de 1998 de la cual asistieron alrededor de 400 personas. El Plenario de Trabajadoras (PdT) se concibió como una facción del Partido Obrero dedicada a las mujeres, en lugar de una organización independiente, aunque permitía la participación de mujeres no afiliadas al partido.

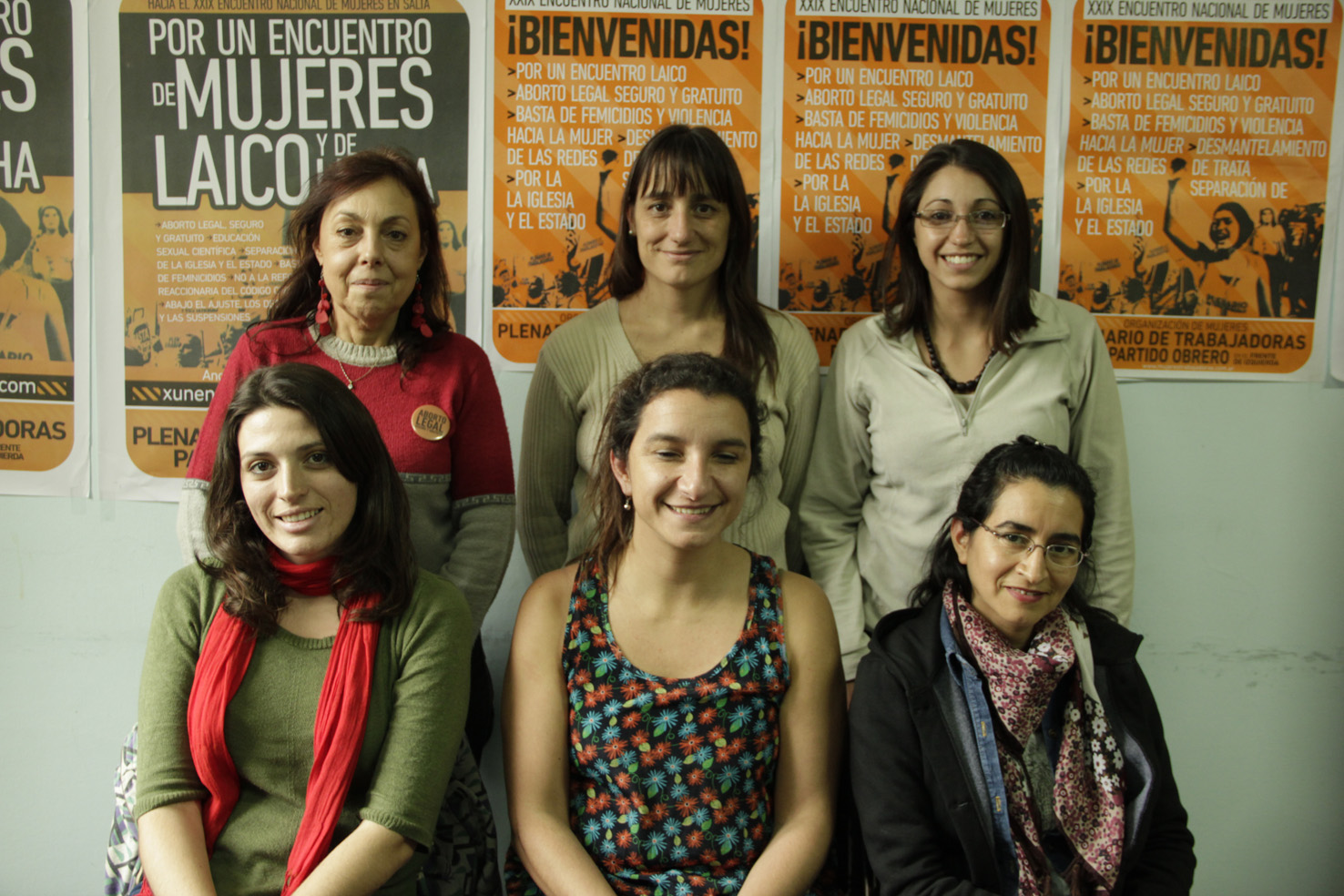
Representantes del Plenario de Trabajadoras en una conferencia de prensa en 2014. Arriba de izquierda a derecha: Ileana Celotto, Romina Del Plá y Gabriela Jorge, abajo y de izquierda a derecha: Cintia Frencia, Vanina Biasi y Gabriela Cerrano.

El Plenario  Autoconvocado de Mujeres Trabajadoras (nombre inicial con el que se conoció al Plenario), se fundó en un contexto de crisis social y económica en Argentina durante los años 90, marcado por la precarización laboral, el avance del neoliberalismo y la subordinación de los derechos de las mujeres a intereses religiosos y políticos. Desde sus inicios, abogó por la independencia del movimiento de mujeres respecto del Estado, la Iglesia y las "burocracias sindicales". Entre sus acciones iniciales destacan la organización en barrios populares y la colaboración con el movimiento piquetero, adoptando métodos históricos de lucha obrera como paros y movilizaciones para exigir derechos como el aborto legal y la igualdad salarial.En el contexto de una expansión territorial del PO, el trabajo de base con mujeres en barrios populares adquirió centralidad, culminando en la formación del Plenario Autoconvocado de Mujeres Trabajadoras en 1998. Esta instancia reforzó la organización femenina en el partido y marcó la creación de un frente de mujeres que, aunque inicialmente enfrentó desafíos internos, consolidó un espacio autónomo dentro de la estructura partidaria.
Ese mismo año, el PdT publicó por primera vez su revista Trabajadoras y participó en el XIII Encuentro Nacional de Mujeres en la provincia de Chaco, donde planteó una postura de clase e independencia.
El Plenario de Trabajadoras realizó un trabajo en la denuncia de la trata de personas, cuestionando la efectividad de la Ley de Trata aprobada en su versión inicial en el gobierno de Cristina Kirchner e impulsada por Vilma Ibarra. Entre 2007 y 2012, llevaron a cabo acciones mensuales frente al Congreso, criticando que la normativa no ofrecía suficiente protección a las víctimas mayores de edad y establecía sanciones leves para este delito. La situación cambió en 2012 tras el caso Marita Verón, que desató indignación social debido a la absolución de los imputados, generando presiones para fortalecer las leyes contra la trata de personas.
En 2018, el PdT celebró su Primer Congreso Nacional, donde priorizó la lucha por el aborto legal y la separación de la Iglesia del Estado, y se sumaron reivindicaciones de los sectores de mujeres LBT+, que incluyen la lucha contra los travesticidios, transfemicidios y crímenes de odio, así como la oposición a la criminalización y persecución, y la exigencia del cumplimiento del cupo laboral trans.
En 2020 tuvo una participación activa en la Campaña Nacional por el Derecho al Aborto Legal, Seguro y Gratuito, que culminó en la aprobación de la Ley de Interrupción Voluntaria del Embarazo. Asimismo, ha desempeñado un papel central en movimientos feministas clave en Argentina, como las movilizaciones de Ni Una Menos contra la violencia de género, la lucha por el desmantelamiento de redes de trata y las campañas por el cupo laboral trans y la educación sexual integral.

## Principios y Objetivos

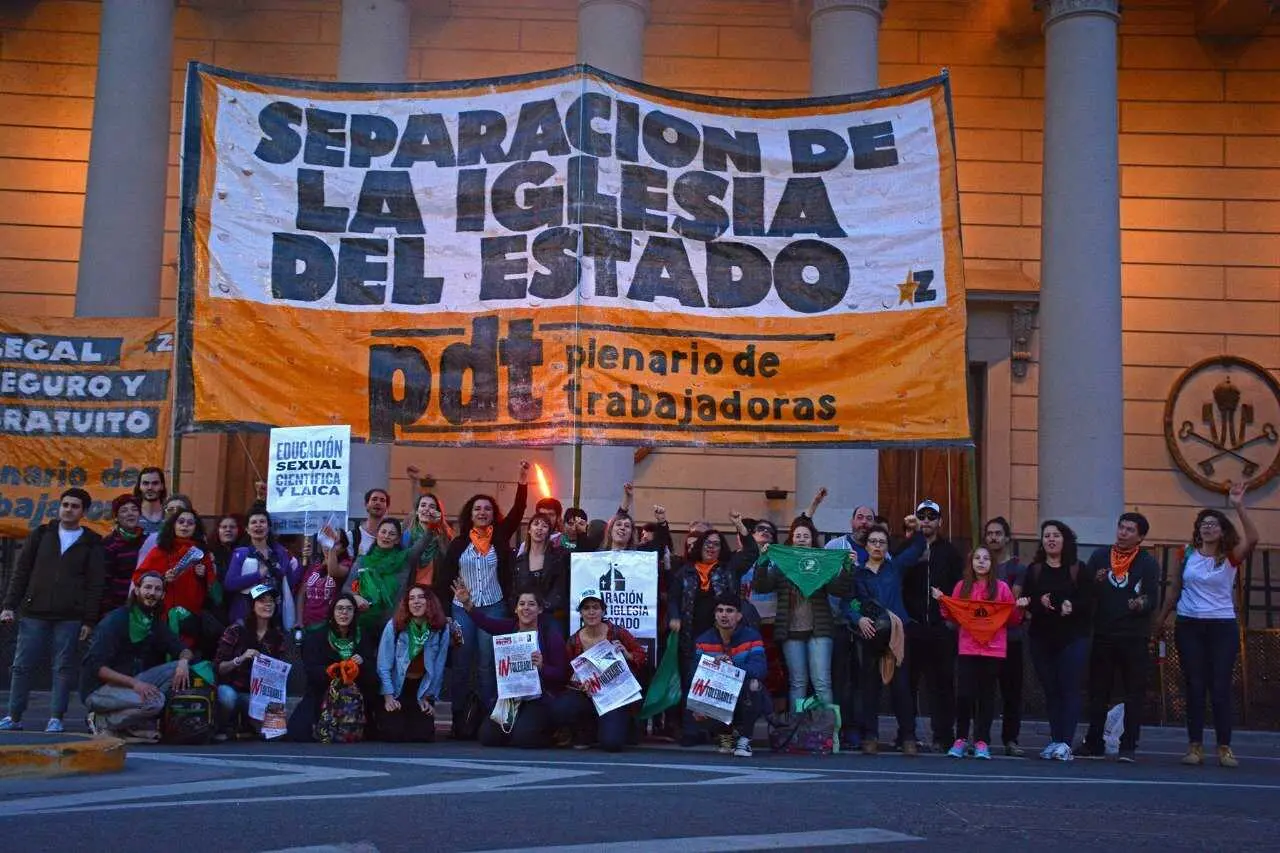
Actividad frente a la Catedral de Buenos Aires en el marco de la jornada nacional del 18 en 2018. En las banderas y pancartas se levantan lemas como "Separación de la Iglesia del Estado" y "Educación sexual científica y laica."

El PdT sostiene que la opresión de las mujeres no puede entenderse sin considerar las relaciones de clase. Considera que la violencia hacia las mujeres refuerza un régimen de opresión capitalista y que la lucha feminista debe articularse con la lucha de la clase trabajadora.
En palabras de Vanina Biasi y citando a Luciana Bidulias, el PdT rechaza la idea de combatir las opresiones de clase y de género como luchas independientes y promueve una perspectiva integrada donde ambas son tratadas como partes inseparables de un mismo sistema:

La opresión específica que padecen las trabajadoras por ser mujeres en el capitalismo no puede pensarse como algo que emana de un sistema independiente del capitalismo, pudiendo desaparecer uno y perdurar otro por canales de lucha diferentes. La doble opresión es la forma específica que adquiere la opresión de las mujeres trabajadoras en el capitalismo. La existencia de formas de opresión específicas dentro del capitalismo no supone la yuxtaposición de sistemas diferentes. Defendemos una tesis unitaria sobre la cuestión de la mujer.
Luciana Bidulias, 2020

Sus principales reivindicaciones incluyen:
- Derechos reproductivos: Acceso al aborto legal, seguro y gratuito, así como a anticonceptivos en hospitales y centros de salud.
- Lucha contra la violencia de género: Abordaje de casos de violencia desde una perspectiva de acción directa y denuncia de la inacción estatal.
- Autonomía respecto a la Iglesia y el Estado: Rechazo a la influencia de instituciones religiosas en políticas públicas relacionadas con los derechos de las mujeres.

### Organización Interna
El PdT está estructurado como una fracción dentro del Partido Obrero, pero cuenta con militantes que no forman parte del PO. Las decisiones se toman en plenarios y asambleas donde se debaten campañas y políticas específicas. Además, se realizan reuniones sistemáticas para coordinar acciones en distintos frentes como barrios, universidades y lugares de trabajo. Publican el boletín "Trabajadoras", que sirve como órgano central de difusión, y colaboran con la Prensa Obrera, medio oficial del PO. También organizan cursos de formación sobre la opresión de la mujer desde una perspectiva marxista.

### Activismo y Movilizaciones

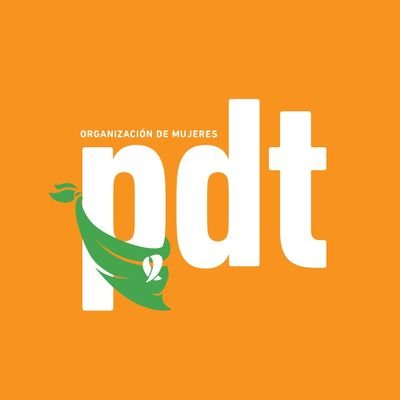
Logo del Plenario de Trabajadoras utilizado en algunas de sus redes sociales con el pañuelo verde, símbolo de la Campaña Nacional por el Derecho al Aborto Legal, Seguro y Gratuito.

El PdT tiene una presencia activa en los Encuentros Nacionales de Mujeres (ENM), el 8M y el 25N y otras movilizaciones feministas. Se caracteriza por su participación en marchas, talleres barriales y campañas contra el femicidio y la trata de personas. La organización promueve el desarrollo de una conciencia política y clasista entre las mujeres trabajadoras. En sus movilizaciones, utilizan el color naranja como símbolo distintivo y recurren a consignas que combinan la lucha de género con la lucha anticapitalista.
Algunas de las canciones del Plenario:

Vamos vamos vamos compañeras, vamos a organizarnos, junto a la clase obrera. Contra el gobierno de Bergoglio que organiza la trata y está en contra del aborto. Ohh, ya se escucha. Hoy venimos por un plan de lucha... oh, ya se siente. Que el frente de izquierda está presente.

Marchando contra este gobierno y contra la patronal. A la iglesia vamo´ a echar del Encuentro Nacional por el aborto gratuito y legal.

Abajo los tarifazos, abajo la impunidad, a la mierda el gobierno y la oposición patronal. Que se vaya toda esa burocracia sindical y que no paguen la deuda con el hambre popular. Vení a luchar para que surja una Argentina clase obrera y socialista. Vení a luchar porque esto vale y que la crisis la paguen las patronales.
Encuentro Nacional de Mujeres. San Juan 2013

### Influencias
El PdT ha tomado influencias teóricas de la línea de Aleksandra Kolontái y Clara Zetkin.

## Militantes destacadas
A lo largo de su trayectoria, el PdT ha contado con referentes importantes, entre ellas:
- Vanina Biasi: Dirigente nacional activa en las campañas por el aborto legal y Ni Una Menos. Representa al PdT en foros internacionales.[2]
- Romina Del Plá: Dirigente sindical docente y política.
- Nora Biaggio: Oradora del acto fundacional y figura histórica del Partido Obrero.[4]
- Ileana Celotto: Impulsora de la fundación del PdT desde AGD-UBA.[4][2]
- Virginia Villanueva.[6]
- María del Carmen Martínez.[6]